# Copilăria lui Ivan
Copilăria lui Ivan cu titlu alternativː Flăcări și flori, (rus. Ива́ново де́тство) este un film realizat în anul 1962 de către studioul "Mosfilm" (Mocфильм) din capitala Uniunii Sovietice, Moscova (Mocквa). Este primul film de lung metraj al regizorului Andrei Tarkovski (Андрей Тарковский).

## Detalii tehnice
- Durata: 95 minute
- Anul producerii: 1961
- Anul difuzării: 1962
- Culoare: Alb / negru
- Scenariu: Mihail Papava și Vladimir Bogomolov, după teme din nuvela Ivan a lui V. Bogomolov
- Imagine: Vadim Iusov
- Decor: Evghenii Cerneaev
- Muzică: Viaceslav Ovcinnikov
- Dirijor: Emin Haciaturian
- Montaj: Gheorghii Natanson, Ludmila Feighinova
- Redactor: E. Smirnov
- Distribuție:
  - Nikolai Burliaev - Ivan
  - Valentin Zubkov - căpitan Kolin
  - Evghenii Jarikov - locotenent Galțev
  - Stepan Krîlov - caporal Katasonîci
  - Nikolai Grinko - locotenent-colonel Griaznov
  - Valentina Maliavina - Mașa
  - Irma Raush Tarkovskaia - mama lui Ivan
  - Andrei Mihalkov-Koncealovski - soldatul cu ochelari
- Producător: Mosfilm

## Rezumat
În timpul celui de-al II-lea război mondial, băiatul Ivan, rămas orfan, se angajează în lupta de front unde, datorită agilității și curajului său, este trimis să investigheze liniile inamice. Pentru a-l feri de pericolele frontului, prietenii săi adulți (Kolin, Galțev și Katasonîci) vor să-l expedieze la școala de ofițeri, însă băiatul se opune vehement, simțindu-și utilitatea alături de camarazi. Cu toate că își vede tovarășii murind în luptă, Ivan nu se descurajează, ci se oferă să le ia locul într-o misiune foarte dificilă: traversarea unei mlaștini pentru a observa pozițiile inamicului. Băiatul dispare în misiune. La sfârșitul războiului, printre arhivele incendiate ale Cancelariei din Berlin, în lista celor executați în lagărele de concentrare, tovarășii săi de front descoperă fotografia lui Ivan.

## Lansare
A fost lansat în anul 1962 și a avut parte de succes comercial, fiind vizionat de 16,7 milioane de spectatori în cinematografele din Uniunea Sovietică.